# Grup de Transsexuals Masculins de Barcelona
Grup de Transsexuals Masculins de Barcelona (GTMB) fou una associació fundada el 2000 que ajudava, defensava i reivindicava els drets dels homes transsexuals i que reflexionava sobre la qüestió identitària d'aquest col·lectiu.
El grup va néixer dintre del Col·lectiu de Transsexuals de Catalunya, on des de 1993 havia anat en augment la presència i el nombre de transsexuals masculins o homes trans, que en estabilitzar-se i davant la necessitat de tenir veu pròpia van decidir crear la seva pròpia associació independent, fet que es va materialitzar el 2003. Des d'aleshores es reuneixen a la seu del Col·lectiu Gai de Barcelona, al passatge Valeri Serra, 23, baixos de Barcelona.
L'associació era de caràcter assembleari i combinava accions reivindicatives amb la interlocució amb les institucions públiques. A més tenia un fort component de transformació social, i es dedicava també a la reflexió idenditària sobre el col·lectiu de transsexuals masculins i a donar informació i suport a les persones que s'hi apropaven. Amb el temps, es van generar certes discrepàncies en la seva línia d'acció, fet que va portar que, entre d'altres, sorgí el grup Guerrilla Travolaka, una entitat més intermitent, liderada per Miguel Missé, que tenia uns plantejaments més transgressors i propers a la teoria queer.
El 2001 va formar part del Bloc Rosa amb altres associacions, com Lesbianes Feministes, Front d'Alliberament Gai de Catalunya, Assemblea Stonewall, Col·lectiu Gai de Barcelona, entitat que va impulsar-lo per protestar contra la guerra d'Iraq, i que va fer-se ressò amb una campanya d'abolició del matrimoni civil.
Actualment el GTMB no existeix.